# 彼得里夫卡 (哈爾科夫區)
50°6′37″N 36°30′54″E / 50.11028°N 36.51500°E
彼得里夫卡（烏克蘭語：Петрівка），是烏克蘭東部哈爾科夫州哈爾科夫區齊爾庫內市鎮的村落。始建於1726年，面積0.2平方公里，海拔高度160米，2001年人口23，人口密度每平方公里115人。